# Linie následnictví portugalského trůnu

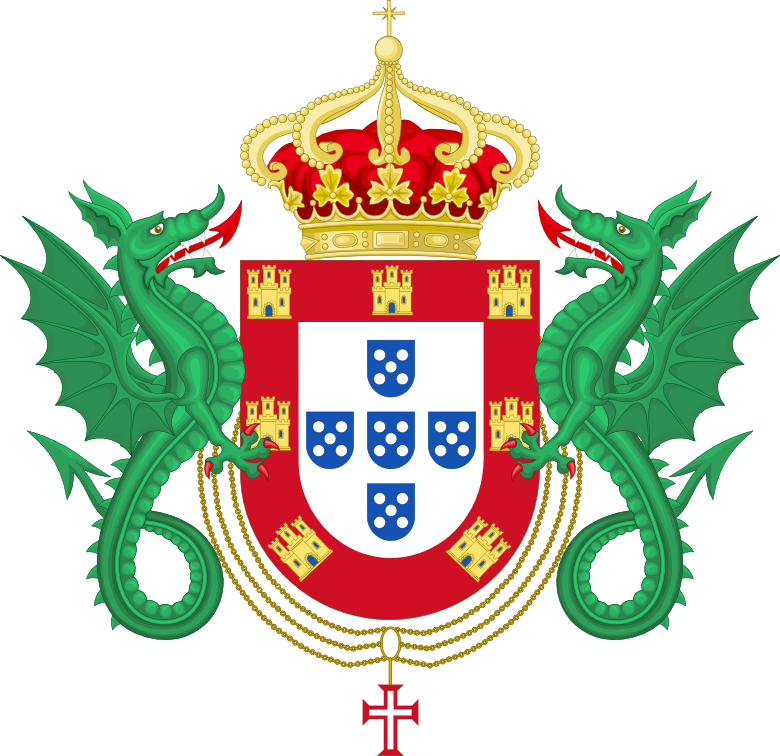
Znak portugalského krále.

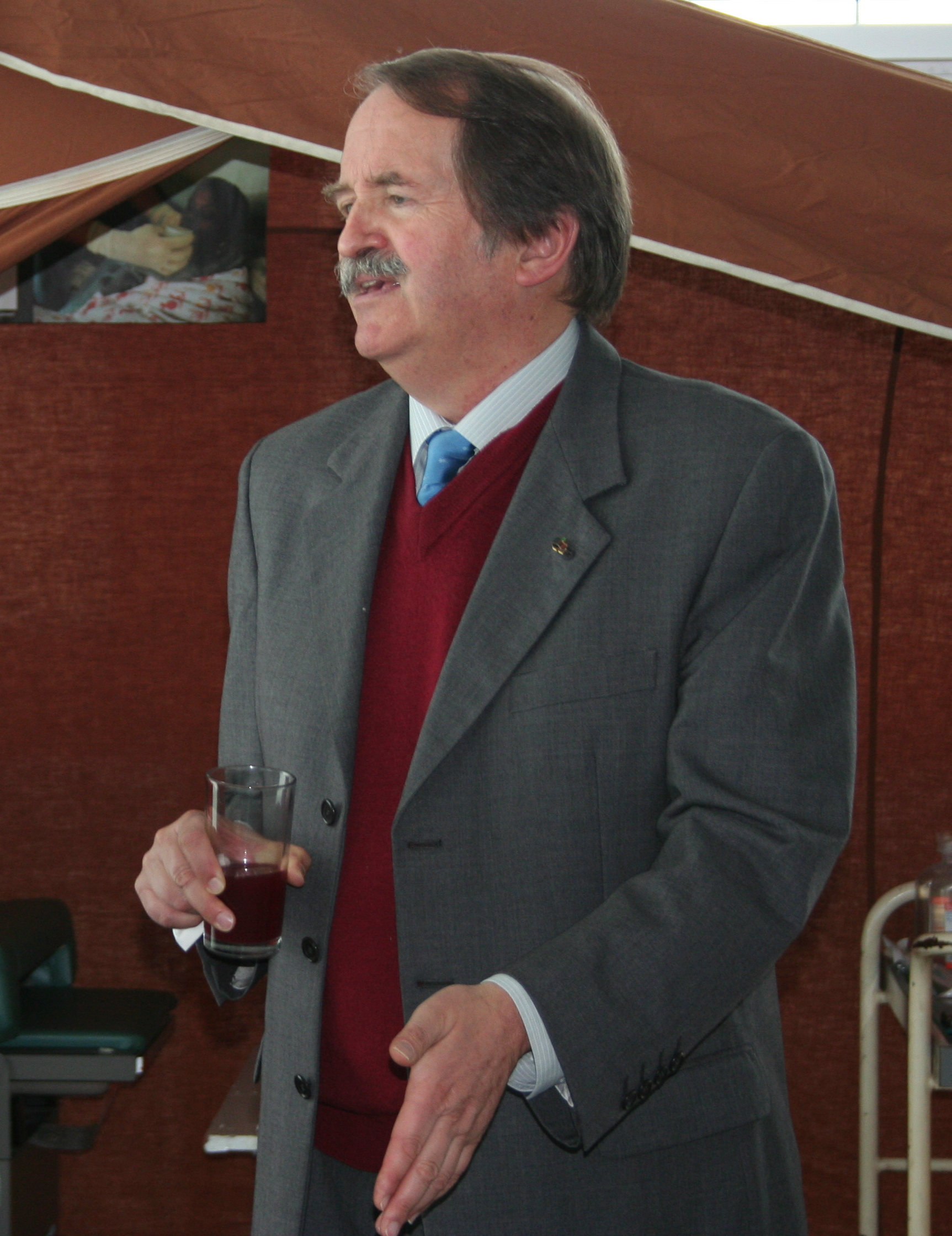
Duarte Pio, vévoda z Braganzy

Portugalské království bylo zrušeno v roce 1910, tudíž jsou současní následníci portugalského trůnu pretendenti. Současnou hlavou portugalské královské rodiny je Jeho královská výsost Duarte Pio, vévoda z Braganzy. Duarte Pio je pravnukem portugalského (vzdoro)krále Michala I. Pokud by se jednou stal králem, vládl by pod jménem Duarte II. (Eduard II.) Pretendentem trůnu a vévodou z Braganzy se stal v roce 1976 po smrti jeho otce Duarta Nuna. Ten byl pretendentem od roku 1932, kdy zemřel poslední portugalský král Manuel II., který neměl žádné bližší příbuzné, kteří by mohli zdědit trůnu. Byl tak ukončen spor mezi vládnucí linií (která Manuelem II. vymřela) a miguelistickou linií. 
Následnictví portugalského trůnu se řídilo podle primogenitury (kognatické, muži mají přednost před ženami). Následníkem trůnu se mohl stát pouze člověk narozený v Portugalsku a z právoplatného manželství, tím pádem cizinec nemohl získat korunu. Tím se také mělo zamezit spojení portugalské koruny s jiným státem.

## Současná linie následnictví
Linie následnictví portugalského trůnu je následující:
- JV král Jan VI. (1767–1826)
  -  JV král Petr IV. (1798–1834)
    -  JV královna Marie II. (1819–1853)
      -  JV král Petr V. (1837–1861)
      -  JV král Ludvík I. (1838–1889)
        -  JV král Karel I. (1863–1908)
          -  JV král Manuel II. (1889–1932)

  -  JV král Michal I. (1802–1866) vzdorokrál
    - Michal z Braganzy (1853–1927)
      - Duarte Nuno (1907–1976)
        - Duarte Pio (*1945)
          - (1) Alfonso (*1996)
          - (2) Dinis (*1999)
          - (3) Maria Francisca (*1997)

        - (4) Miguel (*1946)

      -  Marie Adéla (1912–2012)
        - (5) Adriano Sérgio de Bragança van Uden (*1946)
          - (6) Pedro Maria de Sousa e Menezes van Uden (*1985)
          - (7) Mariana de Sousa e Meneses van Uden (*1978)
          - (8) Ana Rita de Sousa Menezes de Bragança van Uden (*1981)

        - (9) Nuno Miguel de Bragança van Uden (*1947)
          - (10) Miguel Maria Bonneville van Uden (*1972)
            - (11) Miguel Maria Lopes van Uden (*1997)
            - (12) Maria Ana do Carmo Lopes van Uden (*2001)

          - (13) Nuno de Santa Maria Bonneville van Uden (*1983)
          - (14) Mafalda Maria Bonneville van Uden (*1970)
          - (15) Ana do Carmo Maria Bonneville van Uden (*1984)

        - (16) Francisco Xavier Damiano de Bragança van Uden (*1949)
          - (17) Afonso Miguel Maria Gil de Braganca van Uden (*1980)
          - (18) Henrique Maria Gil de Bragança van Uden (*1987)
          - (19) João Maria Gil de Bragança van Uden (*1989)
          - (20) Maria Francisca Gil de Braganca van Uden (*1982)

        - (21) Miguel Inácio de Bragança van Uden (*1953)
          - (22) Sebastião Dentinho Van Uden
          - (23) Catarina Dentinho van Uden (*1978)
            - (24) Francisco Corrêa de Sá (*2005)

          - (25) Inês Dentinho van Uden (*1980)

        - (26) Filipa Teodora de Bragança van Uden (*1951)
          - (27) Nuno Gregório van Uden Fontes (*1976)
          - (28) Francisco Maria van Uden Fontes (*1983)
          - (29) Diana van Uden de Atouguia Fontes (*1985)

        - (30) Maria Teresa de Bragança van Uden (*1956)
          - (31) Francisco Maria de Bragança van Uden Chaves (*1983)
          - (32) Xavier Maria de Bragança van Uden Chaves (*1985)
          - (33) Miguel de Bragança van Uden Chaves (*1986)
          - (34) Rodrigo de Bragança van Uden Chaves (*1993)

Dalším potenciálním následníkem v linii následnictví je Pedro José de Moura Barreto, vévoda z Loulé (*1958, pra-pra-pra-pra-vnuk Jana VI.), jeho potomci a další příbuzní vévody z Loulé jako jeho sourozenci a jejich potomci.